# Juan René Serrano
Juan René Serrano, né le 23 février 1984 à Guadalajara (Mexique), est un archer mexicain.

## Palmarès
- Jeux olympiques
  - 4e à l'individuel homme aux Jeux olympiques d'été de 2008 à Turin
- Championnats du monde
  - 2e à l'équipe mixte arc classique aux championnats du monde de 2011 à Turin